# Murom
Murom (tiếng Nga: Муром) là một thành phố Nga. Thành phố này thuộc chủ thể Vladimir Oblast. Thành phố nằm dọc theo tả ngạn sông Oka, có dân số 126.901 người (theo điều tra dân số năm 2002). Dân số qua các thời kỳ: 116,078 (Điều tra dân số 2010); 126,901 (Điều tra dân số 2002); 124,229 (Điều tra dân số năm 1989)..
Đây là thành phố lớn thứ 130 của Nga theo dân số năm 2002.

## Lịch sử
Trong thế kỷ thứ 9, khu vực này đã có khu định cư cực đông của người Xla-vơ Đông trong đất của người dân Finno-Ugric gọi là người Murom. Biên niên hàng đầu của Nga đề cập đến nó từ năm 862. Vì thế, một trong những thành phố lâu đời nhất ở Nga. Vào khoảng năm 900, nó là một tiền đồn kinh doanh quan trọng từ Volga Bulgaria đến biển Baltic.
Giữa 1010 và 1393, đó là một thủ đô của một công quốc riêng biệt, có người cai trị bao gồm Thánh Gleb, bị ám sát năm 1015 và phong thánh năm 1071, Thành Peter Hoàng tử Konstantin các Thánh, và Thánh Phêrô và Theuronia, là đối tượng của một vở opera của Rimsky-Korsakov. Đây là thành phố quê hương của người anh hùng sử thi Đông Slav, Ilya Muromets. Thành phố có một bức tượng cho thấy Ilya giữ chuôi gươm của mình trong bàn tay trái và một cây thập tự ở bên phải.
Trong số những người bản xứ nổi tiếng khác là cha đẻ của nhiếp ảnh màu, Sergey Prokudin-Gorskiy (1863), và là người cha của truyền hình, Vladimir Zworykin (1889).
Ngày 30 tháng 6 năm 1961, Murom là nơi diễn ra một cuộc biểu tình tự phát và chống bạo động chống lại cảnh sát và các cơ quan có thẩm quyền của Liên Xô, sau cái chết cảnh sát giam giữ của một quản đốc nhà máy cao cấp có tên là Kostikov.

## Thành phố kết nghĩa
- Most, Cộng hòa Séc
- Babruysk, Belarus